# Zheng Wu
Dans ce nom, le nom de famille, Zheng, précède le nom personnel.
Zheng Wu, (en chinois : 鄭 武), né le 7 août 1967 à Zhejiang, en Chine, est un ancien joueur de basket-ball chinois, évoluant au poste d'ailier.